# Kacper Szczepaniak
Kacper Szczepaniak (né le 21 novembre 1990) est un coureur cycliste polonais. Spécialiste du cyclo-cross, il est champion de Pologne espoirs de cette discipline en 2009 et 2010. En janvier 2010, il se classe deuxième du championnat du monde de cyclo-cross espoirs derrière son frère Paweł. Tous deux font l'objet d'un contrôle antidopage positif à l'EPO à l'issue de cette course. Quelques jours après l'annonce de ce contrôle positif en mars, Kacper Szczepaniak tente de se suicider. Sa médaille lui est finalement retirée en mai 2010 et comme son frère, il est suspendu quatre années.

## Palmarès
- 2007-2008
  -  Champion de Pologne de cyclo-cross juniors
- 2008-2009
  -  Champion de Pologne de cyclo-cross espoirs
- 2009-2010
  -  Champion de Pologne de cyclo-cross espoirs
  - Coupe du monde espoirs #5, Hoogerheide
  -  Médaillé d'argent du championnat du monde de cyclo-cross espoirs
- 2014-2015
  - 3e du championnat de Pologne de cyclo-cross